# Ллойд, Джон (теннисист)
Джон Майкл Ллойд (англ. John Michael Lloyd; род. 27 августа 1954, Ли-он-Си, Эссекс) — британский теннисист, теннисный тренер и комментатор. Трёхкратный победитель турниров Большого шлема в смешанном парном разряде (с Венди Тёрнбулл), финалист Открытого чемпионата Австралии (декабрь 1977) в одиночном разряде. Победитель 3 турниров Гран-при (1 в одиночном разряде), финалист Кубка Дэвиса (1978) в составе сборной Великобритании.

## Игровая карьера
Выступал с 1970 года. В 1972 году дошёл до полуфинала юношеского (до 21 года) чемпионата Великобритании, где проиграл Бастеру Моттраму, а на следующий год дебютировал в основных сетках трёх турниров Большого шлема — Открытого чемпионата Франции, Уимблдонского турнира и Открытого чемпионата США.
В 1974 году завоевал свой единственный титул в одиночном разряде в профессиональном туре в Хейверфорде (Пенсильвания). С этого же года начал выступать за сборную Великобритании в Кубке Дэвиса, за которую в общей сложности провёл 11 сезонов (с 1974 по 1980 и с 1983 по 1986) с балансом побед и поражений 27—24. Лучшим из них стал выход со сборной в финал Кубка Дэвиса в 1978 году — первый раз, когда британцы добились этого результата, с 1937 года. Вместе с Джоном в составе сборной в зто время играл его старший брат Дэвид. За год до этого, в декабрьском Открытом чемпионате Австралии, Джон Ллойд дошёл до финала, где проиграл пятой ракетке мира Витасу Герулайтису. Этот результат стал лучшим в его карьере в турнирах Большого шлема в одиночном разряде.
В июле 1978 года Ллойд занимал в рейтинге ATP 23-е место, но затем в его карьере начался затяжной кризис, в ходе которого теннисист опустился в рейтинге до 356-й позиции в конце 1980 года. После этого, однако, он сумел переломить тенденцию и вернуться в число лидеров мирового тенниса. В первой половине 1980-х годов Ллойд в паре с австралийкой Венди Тёрнбулл четырежды играл в финалах турниров Большого шлема в миксте. В 1982 году они выиграли Открытый чемпионат Франции и проиграли в финале Уимблднского турнира, а в следующие два года выигрывали Уимблдон. В 1984 году Ллойд стал первым британским четвертьфиналистом Открытого чемпионата США в одиночном разряде с 1966 года. К концу 1985 года он снова занимал место в середине третьей десятки рейтинга, что принесло ему титул «Возвращение года» от американского издания Tennis Magazine. Объявил о завершении игровой карьеры на Уимблдонском турнире 1986 года, но продолжал подниматься в рейтинге среди игроков в парном разряде до сентября, когда добрался до 34-го места.

## Дальнейшая карьера
По завершении выступлений работал тренером и спортивным комментатором. В начале 1990-х годов тренировал Бьорна Борга и Трэйси Остин, планировавших возвращение на корт. Когда в начале 1995 года Дэвид Ллойд был назначен капитаном сборной Великобритании в Кубке Дэвиса, Джон получил должность тренера сборной. Тренировал команду до 2000 года. В 2006 году Джон Ллойд уже сам стал капитаном сборной, сменив на этом посту Джереми Бейтса после поражения от сборной Израиля. Проводил со сборной в среднем 12 недель в году. Первые три встречи с Ллойдом в качестве капитана британская команда выиграла, но затем последовали пять поражений подряд — первый такой случай в её истории. За это время сборная опустилась во 2-ю Европейско-африканскую группу — предпоследний эшелон соревнования. После поражения от сборной Литвы подал в отставку в марте 2010 года.
Комментаторскую карьеру начал в 1993 году на HBO, где занял место умершего Артура Эша. В дальнейшем работал на Би-би-си, комментируя турниры Большого шлема. Также вёл репортажи с Открытого чемпионата США для канала Sky Sports.
В 2022 году выпустил автобиографию «Дорогой Джон» (англ. Dear John).

## Личная жизнь
С 1979 по 1987 год был женат на Крис Эверт, часть этого периода занимавшей первую строчку в рейтинге WTA. Вторично женился на учительнице танцев Деборе Тейлор-Беллмен в 1987 году. В этом браке родились двое детей, Эйден и Хейли. В 2016 году, после 29 лет совместной жизни, супруги расстались. В это же время у Ллойда был диагностирован рак предстательной железы, но в 2017 году он сообщил прессе, что лечение прошло успешно.

## Положение в рейтинге в конце сезона
| Год              | 1973 | 1974 | 1975 | 1976 | 1977 | 1978 | 1979 | 1980 | 1981 | 1982 | 1983 | 1984 | 1985 |
| ---------------- | ---- | ---- | ---- | ---- | ---- | ---- | ---- | ---- | ---- | ---- | ---- | ---- | ---- |
| Одиночный разряд | 100  | 92   | 93   | 61   | 33   | 37   | 145  | 356  | 225  | 197  | 77   | 32   | 42   |
| Парный разряд    | —    | —    | —    | 58   | 64   | 86   | 59   | 99   | -    | 60   | 57   | 78   | 67   |

## Финалы турниров Большого шлема за карьеру

### Одиночный разряд (0-1)
| Результат | Год  | Турнир                       | Покрытие | Соперник в финале | Счёт в финале       |
| --------- | ---- | ---------------------------- | -------- | ----------------- | ------------------- |
| Поражение | 1977 | Открытый чемпионат Австралии | Трава    | Витас Герулайтис  | 3-6 6-7 7-5 6-3 2-6 |

### Смешанный парный разряд (3-1)
| Результат | Год  | Турнир                     | Покрытие | Партнёр        | Соперники в финале            | Счёт в финале     |
| --------- | ---- | -------------------------- | -------- | -------------- | ----------------------------- | ----------------- |
| Победа    | 1982 | Открытый чемпионат Франции | Грунт    | Венди Тёрнбулл | Клаудия Монтейро Кассиу Мотта | 6-2 7-6(10)       |
| Поражение | 1982 | Уимблдонский турнир        | Трава    | Венди Тёрнбулл | Энн Смит Кевин Каррен         | 6-2 3-6 5-7       |
| Победа    | 1983 | Уимблдонский турнир        | Трава    | Венди Тёрнбулл | Билли Джин Кинг Стив Дентон   | 6-7(5) 7-6(5) 7-5 |
| Победа    | 1984 | Уимблдонский турнир (2)    | Трава    | Венди Тёрнбулл | Кэти Джордан Стив Дентон      | 6-3 6-3           |

## Финалы турниров Гран-при и WCT за карьеру

### Одиночный разряд (1-4)
| Результат | №  | Дата            | Турнир                        | Покрытие | Соперник в финале | Счёт в финале       |
| --------- | -- | --------------- | ----------------------------- | -------- | ----------------- | ------------------- |
| Победа    | 1. | 25 августа 1974 | Хейверфорд, Пенсильвания, США | Трава    | Джон Уитлингер    | 6-0 4-6 6-3 7-5     |
| Поражение | 1. | 30 октября 1977 | Базель, Швейцария             | Хард (i) | Бьорн Борг        | 4-6 2-6 3-6         |
| Поражение | 2. | 20 ноября 1977  | Лондон, Великобритания        | Ковёр(i) | Бьорн Борг        | 4-6 4-6 3-6         |
| Поражение | 3. | 31 декабря 1977 | Открытый чемпионат Австралии  | Трава    | Витас Герулайтис  | 3-6 6-7 7-5 6-3 2-6 |
| Поражение | 4. | 5 августа 1979  | Саут-Ориндж, США              | Грунт    | Джон Макинрой     | 7-6 4-6 0-6         |

### Парный разряд (2-8)
| Результат | №  | Дата            | Турнир                 | Покрытие | Партнёр           | Соперники в финале               | Счёт в финале |
| --------- | -- | --------------- | ---------------------- | -------- | ----------------- | -------------------------------- | ------------- |
| Поражение | 1. | 24 февраля 1974 | Лондон, Великобритания | Ковёр(i) | Марк Фаррелл      | Уве Бенгтсон Бьорн Борг          | 6-7 3-6       |
| Поражение | 2. | 20 июля 1975    | Хилверсюм, Нидерланды  | Грунт    | Желько Франулович | Гильермо Вилас Войтек Фибак      | 4-6 3-6       |
| Поражение | 3. | 24 августа 1975 | Саут-Ориндж, США       | Грунт    | Дик Крили         | Джимми Коннорс Илие Настасе      | 6-7, 5-7      |
| Победа    | 1. | 6 ноября 1976   | Лондон                 | Ковёр(i) | Дэвид Ллойд       | Джон Джеймс Джон Фивер           | 6-4 3-6 6-2   |
| Поражение | 4. | 20 марта 1977   | Хельсинки, Финляндия   | Ковёр(i) | Дэвид Ллойд       | Иржи Гржебец Ханс Кари           | 7-5 6-7 4-6   |
| Поражение | 5. | 19 июня 1977    | Лондон                 | Трава    | Дэвид Ллойд       | Ананд Амритрадж Виджай Амритрадж | 1-6 2-6       |
| Победа    | 2. | 7 октября 1979  | Мауи, Гавайи, США      | Хард     | Ник Савиано       | Франсиско Гонсалес Род Фроли     | 7-5 6-4       |
| Поражение | 6. | 4 ноября 1979   | Париж, Франция         | Хард(i)  | Тони Ллойд        | Жиль Мореттон Жан-Луи Хайе       | 6-7 6-7       |
| Поражение | 7. | 21 февралы 1982 | Ла-Квинта, США         | Хард     | Дик Стоктон       | Брайан Готтфрид Рауль Рамирес    | 4-6 6-3 2-6   |
| Поражение | 8. | 31 июля 1983    | Саут-Ориндж            | Грунт    | Дик Стоктон       | Фриц Бюнинг Том Кейн             | 2-6 5-7       |